# Hopi
Hopi (Moki, Moqui), Šošonsko pleme, u ranija vremena nazivano i Moki ili Moqui,  jezične porodice Juto-Asteci, nastanjeno na području rezervata Hopi u sjeveroistočnoj Arizoni. Godine 1990. Hopi su imali oko 12.000 duša. 

## Ime
Hopi sami sebe nazivaju Hópitu, "miroljubivi" ili Hópitu-shínumu, "miroljubivi ljudi". Ime im i pristaje jer Hopi su uistinu 'miroljubivi', i često ih se u literaturi navodi kao 'Miroljubivi'. Naziv Moki ili Moqui nije razjašnjen, u njihovom jeziku ta riječ znači 'mrtav', i zasigurno nema nikakvu etničku vrijednost. Od imena koja su im dali druga plemena, najljepše su ih opisali Apači, nazvavši ih A-ar-ke ili E-ar'-ke, u značenju "oni koji žive visoko na vrhu mesa". Hopiji su bili prisiljeni graditi svoje pueble na mesama upravo zbog napada Apača i Navaha, i kasnije Španjolaca. 

## Puebli
Hopi su imali sedam glavnih puebala koji možda imaju i neke karakteristike plemena. To su:
- Awatobi (uništeno), na mesi 9 milja jugoistočno od Walpi.
- Mishongnovi, na Second Mesa'..
- Oraibi, na Third ili West Mesa.
- Shipaulovi, na Second ili Middle Mesa.
- Shongopovi, na Second Mesa.
- Sichomovi, na First ili East Mesa.
- Walpi, na First Mesa.

Postoji još nekoliko manje poznatih pueblo-naselja: 
- Homolobi, blizu Winslow, ovaj pueblo bio je naseljen precima iz raznih Hopi-klanova.
- Kisakobi, na sjeverozapadnoj strani East Mesa. Pripadao precima Walpima.
- Kuchaptuvela, na terasama First East Mesa blizu Walpija. Pripadao precima Walpima.
- Moenkapi, farmersko selo Oraibija oko 40 milja sjeverozapadno od njega.

Razni autori redovito među pueble Hopija pišu i onaj Hano ili Tewa Indijanaca, stranog plemena koje nema ničega zajedničkog sa šošonskim plemenom Hopi, osim činjenice da su se naselili na njihovoj zemlji.

## Kratka povijest
Hopije 1540. posjećuju Francisco Coronadovi ljudi koje predvodi Pedro de Tovar, oni ipak zbog geografske izoliranosti, ostali su dosta dugo pošteđeni europskog utjecaja, u odnosu na druga pueblo plemena. Španjolci svoje misije počinju utemeljivati tek 1629. u pueblima Awatobi, Oraibi i Shongopovi. Ove misije kasnije su razorene u ustanku koji je poveo čuveni Pope. Jedna grupa Hopija, Awatobi, pozvala je misionare da se vrate natrag.  Hopi, premda miroljubivi, naljute se na njihov čin i razvališe im pueblo. Nakon ‘Pueblo ustanka’ pueble izgrađene u podnožjima Indijanci su napustili, i sagradili nove po mesama, da bi se mogli braniti od Španjolaca. U istom vremenu jedna grupa Tewa Indijanaca, Hano, pobjegla je iz područja rijeke Rio Grande i sagradili su sebi pueblo među ‘Miroljubivima’. 
Tokom 18. i 19. stoljeća, učestaše napadi Navaho Indijanaca, rođaka Apača iz grupe Atapaska. Nevolje s ratobornim apačkim skupinama za njih završi tek u kasnom 19. stoljeću pacifikacijom istih. Godine 1882. za ‘Miroljubive’ je utemeljen rezervat Hopi Indian Reservation, na koje i danas žive s Hano Indijancima, ali na njemu ima i pripadnika drugih plemena. Okružen sa svih strana rezervatom Navaha, 60.-tih i 70.-tih godina 20, stoljeća dolazi do nove neprilike s Navahosima koji u velikom broju nahrupiše na rezervat Hopija s većinskom Navaho-populacijom. Dolazi do žestokog konflikta te je preko 10.000 Navaha i nešto manje od 100 Hopija s tog područja moralo biti preseljeno.

## Etnografija
Hopi su sjedilački farmeri, uzgajivači kukuruza, graha, pamuka, duhana i drugih kultura. Puebli Hopija podijeljeni su po klanovima, najpoznatiji su naravno klanovi 'Antelope' i 'Snake'  čiji članovi priređuju svetu ceremoniju 'Snake Dance', ples u kojem plešu sa živim zmijama u ustima. Sve se u Zmijskom plesu svodi u stvari na molitvu za kišu, koja treba da padne i da život kukuruzu koji će nahraniti Indijance. Klan Badger priređuje plesove Kachina. Njihove religijske rituale opisao je povjesničar umjetnosti i etnolog Aby Warburg u knjizi Ritual zmije (IPU: Zagreb, 1996.)

## Vanjeske poveznice
- Hopi
- Hopi
- Hopi Civilization
- The Hopi of the Southwest  Arhivirana inačica izvorne stranice od 30. travnja 2006. (Wayback Machine)
- Hopi Cultural Center  Arhivirana inačica izvorne stranice od 23. travnja 2006. (Wayback Machine)
- Hopi Basketry  Arhivirana inačica izvorne stranice od 24. travnja 2006. (Wayback Machine)
- The Prophecies of the Hopi People  Arhivirana inačica izvorne stranice od 24. travnja 2006. (Wayback Machine)
- Hopi Tribe  Arhivirana inačica izvorne stranice od 24. travnja 2006. (Wayback Machine)
- KATSINA DOLLS  Arhivirana inačica izvorne stranice od 7. svibnja 2006. (Wayback Machine)
- Foto Galerija